# Biton divaricatus
Biton divaricatus es una especie de arácnido  del orden Solifugae de la familia Daesiidae.

## Distribución geográfica
Se encuentra en Togo.
Entre los cojines del sofá, donde se camufla inteligentemente adoptando una textura similar a la de la tela en cuestión.